# 나무의 시대
나무의 시대는 발라 야반나의 권능에 창조된 두 영생목 텔페리온과 라우렐린의 탄생을 기점으로 하는 역법이다.

## 개요
아르다를 최초로 비추던 광원은 일루인과 오르말이라는 두개의 등불이었다. 이 두 등불이 있었던 시기를 등불의 시대라고 하는데, 두 등불이 멜코르의 훼방으로 파괴되어 막을 내리게 되고, 대륙들이 쪼개져 버린다. 가운데땅을 훼손시키고 싶지 않았던 발라들은 서녘의 아만대륙으로 떠나 발리노르를 세운다. 아만의 에젤로하이르 언덕에서 야반나의 노래로 싹을 틔우고 니엔나가 눈물로 물을 주어 텔페리온과 라우렐린을 창조했다. 이 시간을 기점으로 나무의 시대가 시작한다. 이 시대의 1년은 태양의시대 기준 9.582년 또는 144년이다.

## 주요 사건
나무의 시대는 1500년 동안 지속되다가 두 영생목이 죽은 뒤 해와 달이 떠오르면서 완전히 막을 내렸다.

### 요정의 깨어남과 권능들의 전쟁
나무의 시대 1050년에 쿠이비에넨 호수에서 최초의 요정 144명이 깨어난다. 멜코르는 깨어난 요정들의 아름다움을 질투해 그들을 납치하고 고문하였다. 한편 울모에 의해 요정들이 깨어났다는 사실이 발라에게 전해지고 이들은 요정들을 멜코르로부터 보호하기 위해 권능들의 전쟁을 일으킨다. 이 전쟁에서 발라들이 승리하여 멜코르는 3세기 동안 만도스의 전당에 갇힌다.

### 요정들의 대여정
권능들의 전쟁이 끝난 뒤에 발라들에게는 일루바타르의 자손인 요정들을 본인들이 직접 가르치고 싶은 욕심이 생긴다. 따라서 잉궤, 핀웨, 엘웨를 발리노르에 사절로 불러 나무의 빛을 목도하도록 하였고, 아만으로의 이주를 결정케 한다. 이에 요정들은 대여정을 시작하였고, 이때 바냐르, 놀도르, 텔레리, 아바리 등의 분파로 나뉘게 된다.

### 페아노르와 실마릴
놀도르의 요정왕 핀웨는 아내 미리엘이 페아노르를 낳은 뒤 죽어버리자 상심에 빠졌으나, 인디스와 재혼하여 핑골핀과 피나르핀을 낳는다. 이 재혼은 페아노르의 성격이 비뚜어지는 계기가 되었고, 페아노르와 다른 형제들 사이의 불화를 야기하는 원인이 되었다.
한편 페아노르는 영생목의 찬란한 빛을 영원히 간직하기를 기원했으며, 나무의 시대 1450년에 두 나무의 순수한 빛을 담은 보석 실마릴을 만들어낸다. 멜코르 또한 실마릴을 욕심내었으며, 이후에 벌어지는 수많은 분쟁과 사건이 실마릴에 의해 벌어졌다.

### 멜코르의 석방
만도스의 전당에 3세기 동안 감금되어 있던 멜코르가 만웨에게 반성한 척을 하고 풀려난다. 석방된 멜코르는 놀도르에게 기술을 전파하였으며, 많은 놀도르에게 존경을 받았다. 그러나 이는 멜코르의 계략이었으며, 실제로는 놀도르 사이에 불화와 유언비어를 퍼뜨리기 위함이었다. 페아노르 또한 이 유언비어에 속아 형제들에게 칼을 들이밀었으며, 결국 추방당한다. 이 모든 사실이 드러난 후에 멜코르 또한 추방당한다.

### 나무의 사망과 나무의 시대의 종말
추방당한 멜코르는 페아노르를 찾아갔지만, 오히려 페아노르에게 본심을 들켜 문전박대 당한다. 분노한 멜코르는 핀웨를 살해하고, 실마릴을 훔쳐 달아난다. 이후에 웅골리안트와 함께 발리노르의 축제기간을 노려 텔페리온과 라우렐린을 말려 죽인다. 나무가 죽은 뒤에 페아노르는 실마릴을 훔치고 아버지를 죽인 멜코르에게 분노해 멜코르를 모르고스로 칭한 뒤 페아노르의 맹세를 선언한다. 페아노르는 이후 알쿠알론데에서 동족학살을 벌이고, 가운데땅으로 넘어가 다고르 누인길리아스를 벌였다.
발라들이 노력한 끝에 텔페리온과 라우렐린은 꽃 한송이와 열매 한개를 맺은 뒤 완전히 사망한다. 이 꽃을 하늘로 올려보내서 텔페리온의 꽃은 달이, 라우렐린의 열매는 해가 되어 태양의 시대가 시작되었다.

## 기타
영생목은 페아노르의 실마릴을 통해 되살리는 일이 가능했지만, 모르고스가 도주하면서 실마릴과 기타 보물들을 훔쳐 영생목이 살아나는 일은 일어나지 않았다.
대신 죽은 영생목의 열매와 꽃을 통해 해와 달이 만들어지면서 태양의 시대가 도래하게 된다.